# Большая Крестовая
Большая Крестовая — деревня в Окуловском муниципальном районе Новгородской области, относится к Угловскому городскому поселению.

## Географическое положение
Деревня расположена на Валдайской возвышенности, в 0,4 км от границы с Боровичским районом, в 12 км к востоку от посёлка Угловка, в 35 км к юго-востоку от города Окуловка.

## Население
| 1926 | 2002 | 2004 | 2010 | 2011 |
| ---- | ---- | ---- | ---- | ---- |
| 523  | ↘40  | ↘33  | ↘14  | ↗16  |

## История
Население деревни Большая Крестовая по переписи населения 1926 года — 523 человека. До 31 июля 1927 года деревня в составе Рядокской волости Боровичского уезда Новгородской губернии, а затем с 1 августа центр Большекрестовского сельсовета новообразованного Угловского района Боровичского округа Ленинградской области. 30 июля 1930 года Боровичский округ был упразднён, а по постановлению Президиума ВЦИК от 1 января 1932 года Большекрестовский сельсовет, и Большая Крестовая, в том числе, вошли в состав Окуловского района в связи с упразднением Угловского района.
До 1954 года деревня Большая Крестовая была центром Большекрестовского сельсовета, затем в составе Селищенского сельсовета. Во время неудавшейся всесоюзной реформы по делению на сельские и промышленные районы и парторганизации, в соответствии с решениями ноябрьского (1962 года) пленума ЦК КПСС «о перестройке партийного руководства народным хозяйством» с 10 декабря 1962 года сельсовет и деревня вошла в крупный Окуловский сельский район, а 1 февраля 1963 года административный Окуловский район был упразднён. Решением Новгородского облисполкома от 30 марта 1963 года № 200 Селищенский сельсовет был переименован в Званский сельсовет. Пленум ЦК КПСС, состоявшийся 16 ноября 1964 года восстановил прежний принцип партийного руководства народным хозяйством, после чего Указом Верховного Совета РСФСР от 12 января 1965 года сельские районы были преобразованы вновь в административные районы и решением Новгородского облисполкома от 14 января 1965 года № 6 и Званский сельсовет и деревня вновь в Окуловском районе. С 2005 года в составе Угловского городского поселения.

## Транспорт
Деревня соединена автомобильной дорогой (через деревню Рассвет) с деревней Селище и Угловкой (через посёлок Первомайский). Расстояние до Угловки по автомобильной дороге 12 км.
Ближайшая железнодорожная станция в посёлке при станции Селище.